# Kasteel Beverbeek

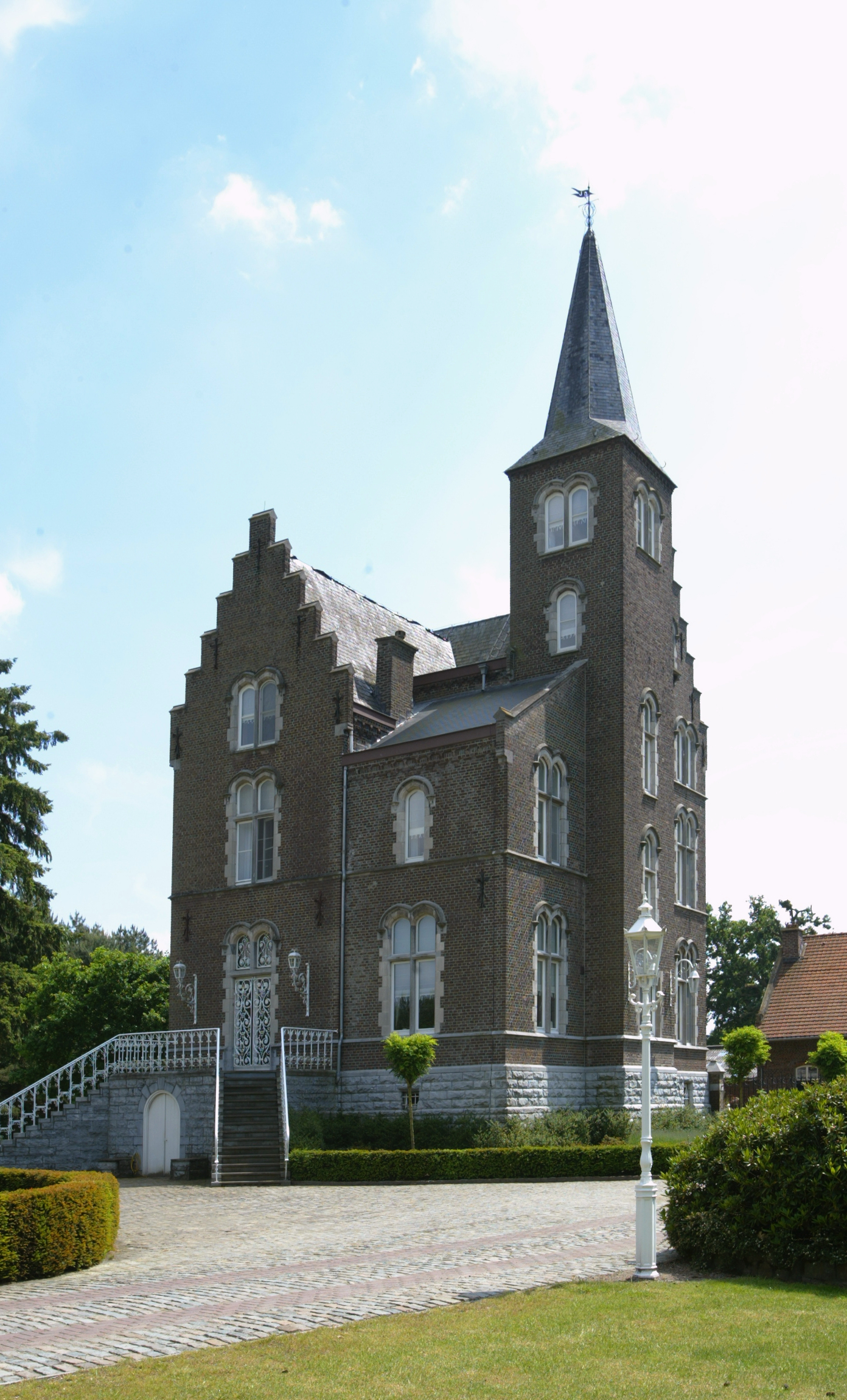
Kasteel Beverbeek in Hamont

Kasteel Beverbeek is een kasteel dat zich bevindt ten noordwesten van Hamont in de Belgische provincie Limburg. Het kasteel ligt aan Beverbeek 19.
Het gebied maakte deel uit van de goederen van de heerlijkheid Grevenbroek, en werd op 16 april 1722 verkocht. Het deel dat zich in Achel bevond, is de huidige Beverbeekhoeve. Het deel in Hamont, met daarop de zogeheten Nieuwe Hoeve, werd afzonderlijk verkocht. In 1875 echter, werd het aangekocht door Mathias Joannes Petrus Slegers, die het jaar daaraan voorafgaand ook het domein van de Beverbeekhoeve had gekocht. Deze hoeve werd afgebroken in 1878, maar in de directe omgeving daarvan werd in 1889 het huidige kasteel in Tudorstijl gebouwd, ontworpen door de architect Mathieu Christiaens voor Joseph Slegers (°1837). Deze was doctor in de rechten en advocaat te Tongeren. Hij was gehuwd met Joséphine Schaetzen (Luik, °1849) de dochter van Willem Schaetzen en Hortense Verpoorten. Dit kasteel is een opvallend, hoog bouwwerk met een erker en geflankeerd door een bordes.
Het kasteeltje ligt in een park van 3 ha, in Engelse landschapsstijl vormgegeven, en voorzien van een vijver.